# Plebejus antetuscanica
Plebejus antetuscanica är en fjärilsart som beskrevs av Ruggero Verity 1946. Plebejus antetuscanica ingår i släktet Plebejus och familjen juvelvingar. Inga underarter finns listade i Catalogue of Life.